# 조이현 (2010년)
조이현(2010년 4월 29일 ~ )은 대한민국의 배우이다.

## 출연작

### 드라마
- 2014년 KBS 2TV 《태양은 가득히》 - 민재 역
- 2014년 MBC 《운명처럼 널 사랑해》 - 어린 이용 역 (최우식 아역)
- 2014년 SBS 《달려라 장미》 - 규동 역
- 2015년 KBS 2TV 《오렌지 마말레이드》 - 백요셉 역
- 2015년 MBC 《위대한 조강지처》 - 용이 역
- 2015년 SBS 《어머님은 내 며느리》
- 2015년 SBS 《미세스 캅》 - 진수 아들 역
- 2015년 KBS 2TV 《부탁해요, 엄마》
- 2016년 JTBC 《마담 앙트완》 - 어린 최승찬 역 (정진운 아역)
- 2016년 SBS 《당신은 선물》 - 공한솔 역
- 2016년 SBS 《낭만닥터 김사부》 - 아이 환자 역
- 2017년 TvN 《써클: 이어진 두 세계》 - 아이 역
- 2017년 KBS 2TV 《꽃 피어라 달순아!》
- 2017년 KBS 2TV 《마녀의 법정》 - 창수의 아들 역
- 2018년 KBS 2TV 《인형의 집》 - 성웅 역
- 2018년 SBS 《서른이지만 열일곱입니다》 - 김민규 역
- 2018년 MBC 《내 뒤에 테리우스》 - 민준 역
- 2019년 MBC 《아이템》 - 진웅 역
- 2019년 JTBC 《으라차차 와이키키 2》 - 동현 역
- 2019년 SBS 《초면에 사랑합니다》 - 도민익 역 (김영광 아역)
- 2019년 MBC 《웰컴2라이프》 - 어린 지선우 (윤필우) 역 (신재하 아역)
- 2020년 OCN 《루갈》 - 한태웅 역 (조동혁 아역)
- 2020년 SBS 《엄마가 바람났다》 - 어린 강석준 역 (이재황 아역)
- 2021년 KBS 2TV 《오월의 청춘》 - 김명수 역
- 2022년 TvN 《링크:먹고 사랑하라, 죽이게》 - 어린 지원탁 (한세진) 역 (송덕호 아역)

### 뮤직비디오
- 2017년 워너원 - 〈Beautiful (Movie Ver.) Prologue〉

## 수상 및 후보
| 연도 | 시상식       | 부문               | 작품            | 결과 |
| ---- | ------------ | ------------------ | --------------- | ---- |
| 2021 | KBS 연기대상 | 남자 청소년 연기상 | 《오월의 청춘》 | 수상 |